# Amélie z Montmartru
Amélie z Montmartru (Le Fabuleux Destin d'Amélie Poulain) je francouzská romantická komedie režírovaná Jean-Pierre Jeunetem z roku 2001, v níž ztvárnila hlavní roli Audrey Tautou.
Amélie svou úspěšnou pouť po světových festivalech započala v Karlových Varech, kde zvítězila a dostala Křišťálový glóbus. Poté získala cenu za nejlepší film na Evropském udílení filmových cen. Získala 4 ceny César (včetně ceny za nejlepší film a nejlepší režii), dvě ceny BAFTA (včetně nejlepšího scénáře) a byla nominovaná na 5 Oscarů. Je nejlépe hodnoceným francouzským filmem v databázi IMDb Top 250.

## Děj
Amélie z Montmartru je příběh Amélie Poulainové, dívky, jež vyrostla izolována od ostatních dětí se svým zamlklým otcem, který jí v dětství chybně diagnostikoval srdeční vadu. Chybná diagóza byla způsobena tím, že veškerý její kontakt s otcem spočíval v každoměsíčním vyšetření, které Amélii tak rozrušilo, že jí velmi silně bušilo srdce. Její matka (stejně neurotická jako otec) zemřela, když byla Amélie malá, následkem sebevraždy jisté Quebečanky, která se rozhodla ukončit svůj život skokem z katedrály Notre Dame. Pádem tak zabila Améliinu matku. To způsobilo, že se její otec ještě více uzavřel a malá Amélie byla nucena žít ve svém vlastním světě, bez ostatních dětí. Amélie si tak vytvořila velmi neobvyklé představy.

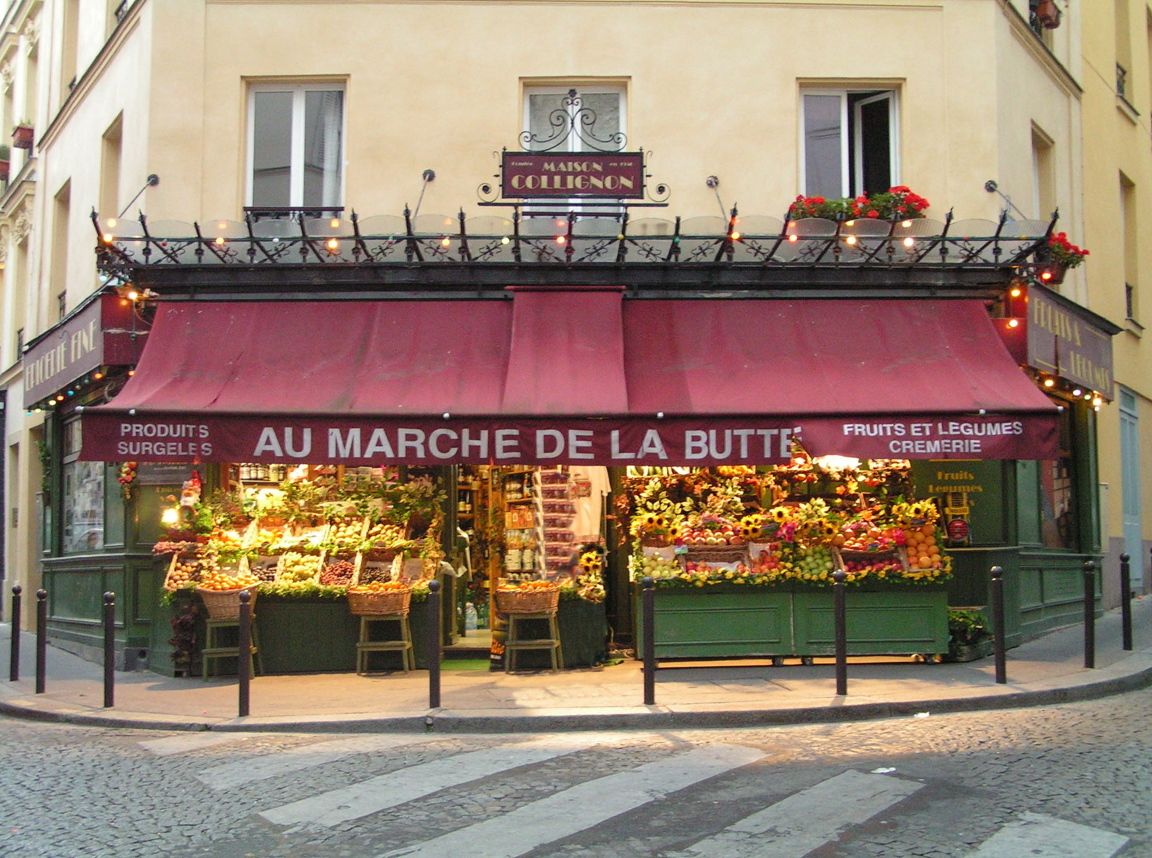
Zelinářství Monsieura Collignona na Rue des Trois Frères v Paříži, kde se film natáčel

Když Amélie vyrostla, stala se servírkou v malé kavárně u Dvou mlýnů, kterou vlastní bývalá cirkusová krasojezdkyně. Osazenstvo kavárny je velmi excentrické, a to jak personál, tak hosté. Život Amélie je v jejích 22 letech velmi jednoduchý. Několikrát se pokoušela o vztah, ovšem neúspěšně. Přesto má Amélie několik věcí, které jí působí radost. Mezi ně patří například rozbíjení krusty crème brûlée špičkou čajové lžíce, procházení se po prosluněné Paříži, zasunutí ruky do pytle s luštěninami a házení žabek do kanálu Sv. Martina, hádání, kolik lidí má v Paříži zrovna orgasmus.

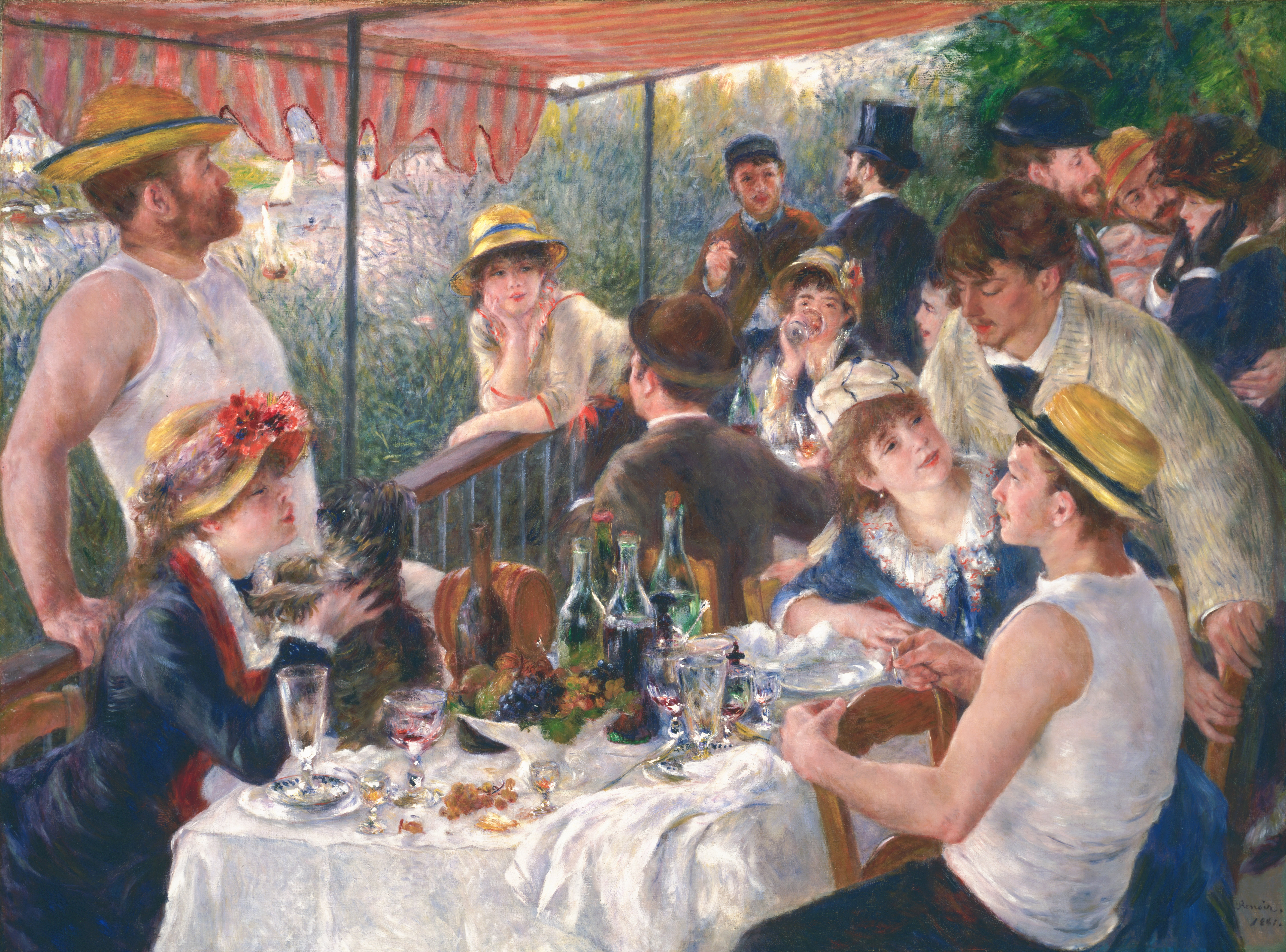
Le déjeuner des canotiers francouzského impresionisty Renoira. Dívka uprostřed obrazu pijící sklenici vody občas reprezentuje Amélii

Celý její život se změní v okamžiku, kdy zemře princezna Diana. Šokována touto informací upustí skleněný uzávěr od nádobky, který se zakutálí ke zdi její koupelny, kde odhalí tajnou skrýš, v níž Amélie najde kovovou schránku, kterou si zde před lety ukryl malý chlapec. Fascinována nálezem se rozhodne, že vypátrá, komu tento poklad patří, a rozhodne se, že pokud bude mít dotyčný radost, bude takto pomáhat i jiným lidem, v opačném případě nebude.
Seznámí se samotářským sousedem Raymondem Dufayelem, malířem, který pravidelně každý rok znovu maluje tentýž obraz (Le Déjeuner des canotiers) od Augusta Renoira. Lidé ho znají jako „skleněného muže“, díky jeho křehkým kostem. S jeho pomocí se jí podaří nalézt majitele kovové schránky. Tu umístí do telefonní budky, kolem níž pan Bretodeau chodí, a když prochází kolem ní, zavolá do budky z blízkého baru. Poté, co muž otevře schránku, se mu vybaví jeho dávné dětství. Tato událost ho přivede do baru, odkud volala Amélie. Poté, co vidí, že její počin měl pozitivní efekt, rozhodne se, že bude lidem ovlivňovat život a konat dobro. Toto rozhodnutí z Amélie vytvoří strážného anděla jiných. Svého otce přesvědčí, aby si splnil svůj sen a cestoval kolem světa (s pomocí jeho zahradního trpaslíka a své kamarádky letušky), dá dohromady svoji kolegyni s hostem kavárny, pomůže domovnici a Lucienovi, kterého šikanuje majitel stánku se zeleninou, kde pracuje.
Ale zatímco se Amélie stará o ostatní, nikdo se nestará o ni. Zatímco pomáhá přinést jiným lidem štěstí, je nucena zrevidovat svůj osamělý život – to je patrné zejména v původně platonickém vztahu k podivnému Ninu Quincampoixovi, zvláštnímu mladému muži, který sbírá nepovedené a roztrhané fotky lidí, kteří se nechají vyfotit v automatu. Sblíží se s ním díky albu, které jednou ztratí. Amélie však nemá odvahu ke konfrontaci, a tak zvažuje, jak by mohla album předat. Nakonec k tomu dojde nepřímo a vlastní setkání těchto dvou lidí proběhne až na samý závěr filmu jako happyend. Tímto faktem přichází skutečné štěstí Amelie Poulainové.

## Obsazení

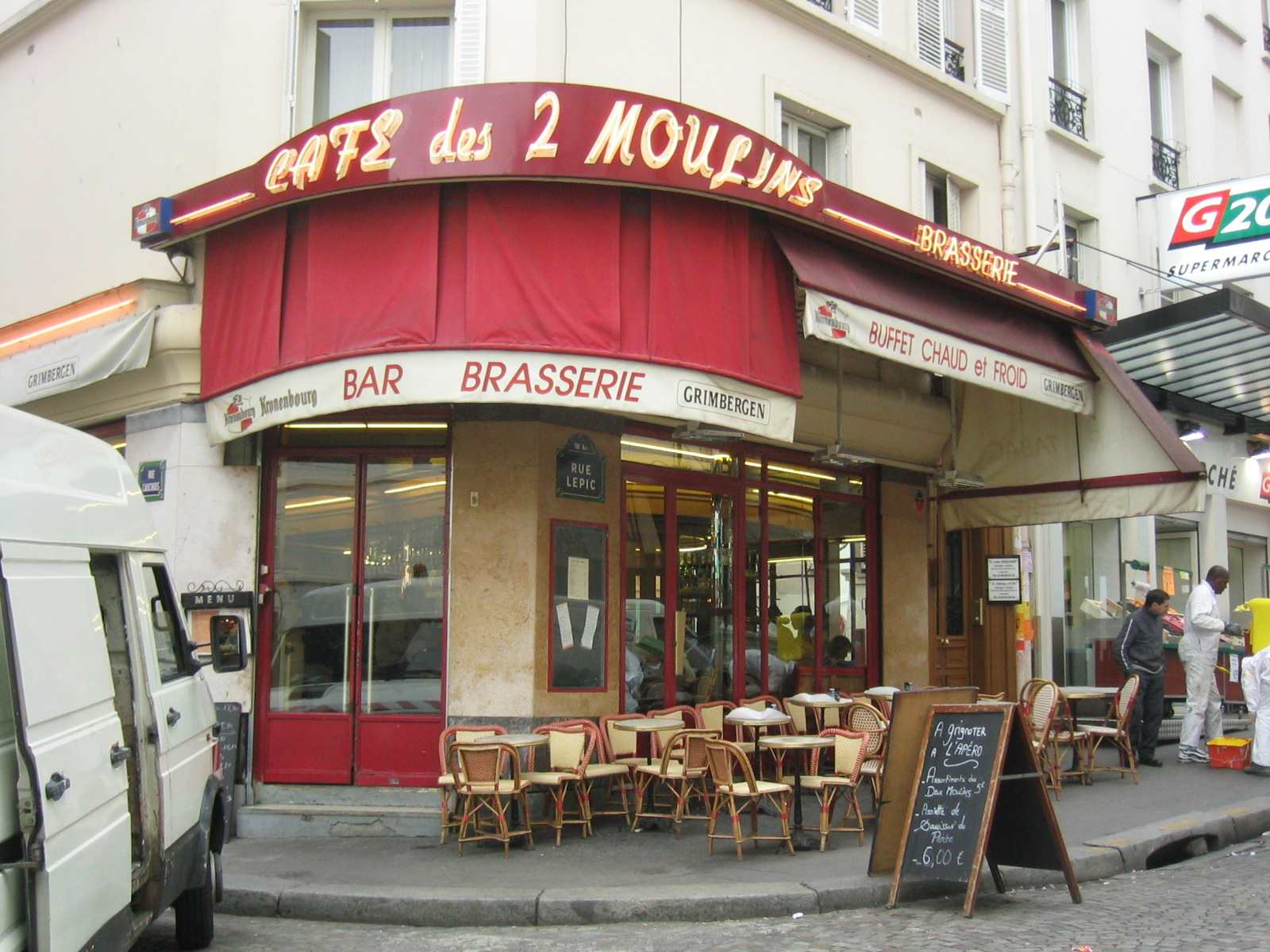
Restaurace U Dvou mlýnů na Montmartru, kde se film natáčel

| Audrey Tautou     | Amélie Poulain                     |
| Mathieu Kassovitz | Nino Quincampoix                   |
| Rufus             | Raphaël Poulain                    |
| Lorella Cravotta  | Amandine Poulain                   |
| Serge Merlin      | Raymond Dufayel                    |
| Jamel Debbouze    | Lucien                             |
| Clotilde Mollet   | Gina                               |
| Claire Maurier    | Suzanne                            |
| Isabelle Nanty    | Georgette                          |
| Dominique Pinon   | Joseph                             |
| Artus de Penguern | Hipolito                           |
| Yolande Moreau    | Madeleine Wallace                  |
| Urbain Cancelier  | Collignon                          |
| Maurice Bénichou  | Dominique Bretodeau                |
| Michel Robin      | Mr. Collignon                      |
| Andrée Damant     | Mrs. Collignon                     |
| Claude Perron     | Eva, Ninova kolegyně               |
| Armelle           | Philomène, letuška                 |
| Ticky Holgado     | muž z fotografie, opravář automatů |
| Kevin Fernandes   | Bretodeau, jako dítě               |
| Flora Guiet       | Amélie, v 6 letech                 |
| Amaury Babault    | Nino, jako dítě                    |
| André Dussollier  | vypravěč                           |